# Сан-Педро (Буенос-Айрес)
Сан-Пе́дро (ісп. San Pedro), повна назва Рінко́н-де-Сан-Пе́дро-Да́віла-де-лос-Арресі́фес (ісп. Rincón de San Pedro Dávila de los Arrecifes) — місто і річковий порт в аргентинській провінції Буенос-Айрес.

## Історія
Місто було засновано за наказом губернатора та генерал-капітана Педро Естебана Давіли 1637 року. Від 1748 там почалось міське будівництво, а 1778 року відкрилась церква Сан-Педро. 20 листопада 1845 року поряд із містом відбулась битва на річці Парана між флотом Аргентини й англо-французькою ескадрою. У 1870-их роках Сан-Педро став одним з місць розселення італійських емігрантів в Аргентині.
Статус міста отримав 1907 року.

## Географія
Місто розташовано у північній частині федерального столичного округу Буенос-Айрес. Є центром міської агломерації Партідо де Сан-Педро, що включає до свого складу також поселення Ріо-Тала, Гобернадор-Кастро, Санта-Лусія, Пуебло-Дойле та Вуельта-де-Облігадо.
Місто розміщується в індустріальній зоні Буенос-Айрес — Росаріо, на аргентинському національному автомобільному шляху № 9. Порт відкритий для зовнішньої торгівлі. Є також центром відпочинку і туризму, передусім для поціновувачів водних видів спорту, які приїздять до Сан-Педро зі столиці на вікенд.

## Клімат
| Клімат Сан-Педро (1965–2017)               | Клімат Сан-Педро (1965–2017) | Клімат Сан-Педро (1965–2017) | Клімат Сан-Педро (1965–2017) | Клімат Сан-Педро (1965–2017) | Клімат Сан-Педро (1965–2017) | Клімат Сан-Педро (1965–2017) | Клімат Сан-Педро (1965–2017) | Клімат Сан-Педро (1965–2017) | Клімат Сан-Педро (1965–2017) | Клімат Сан-Педро (1965–2017) | Клімат Сан-Педро (1965–2017) | Клімат Сан-Педро (1965–2017) | Клімат Сан-Педро (1965–2017) |
| Показник                                   | Січ.                         | Лют.                         | Бер.                         | Квіт.                        | Трав.                        | Черв.                        | Лип.                         | Серп.                        | Вер.                         | Жовт.                        | Лист.                        | Груд.                        | Рік                          |
| Абсолютний максимум, °C                    | 39,5                         | 39,3                         | 36,7                         | 33,8                         | 31,4                         | 27,7                         | 31,0                         | 34,0                         | 34,8                         | 35,8                         | 38,7                         | 40,7                         | 40,7                         |
| Середній максимум, °C                      | 30,2                         | 28,8                         | 26,6                         | 22,9                         | 19,3                         | 15,9                         | 15,5                         | 17,7                         | 19,9                         | 22,9                         | 26,0                         | 28,9                         | 22,9                         |
| Середня температура, °C                    | 24,0                         | 22,8                         | 20,7                         | 17,1                         | 13,8                         | 10,8                         | 10,3                         | 11,8                         | 14,0                         | 17,1                         | 20,1                         | 22,8                         | 17,1                         |
| Середній мінімум, °C                       | 17,6                         | 16,9                         | 15,0                         | 11,6                         | 8,7                          | 6,0                          | 5,4                          | 6,2                          | 8,0                          | 11,2                         | 13,8                         | 16,4                         | 11,4                         |
| Абсолютний мінімум, °C                     | 6,7                          | 6,4                          | 2,6                          | 0,0                          | −4,3                         | −6,9                         | −4,8                         | −4,8                         | −3,2                         | −0,8                         | 1,6                          | 4,9                          | −6,9                         |
| Середня кількість сонячних годин на місяць | 285,2                        | 237,3                        | 232,5                        | 189,0                        | 170,5                        | 144,0                        | 158,1                        | 182,9                        | 195,0                        | 223,2                        | 261,0                        | 275,9                        |                              |
| Норма опадів, мм                           | 118.3                        | 126.3                        | 128.2                        | 97.7                         | 64.6                         | 44.2                         | 45.7                         | 43.2                         | 63.6                         | 117.4                        | 111.5                        | 110.7                        | 1071.4                       |
| Днів з опадами                             | 7,4                          | 7,5                          | 7,8                          | 7,4                          | 5,9                          | 5,4                          | 5,1                          | 5,0                          | 5,8                          | 8,3                          | 7,7                          | 8,1                          | 81,0                         |
| Вологість повітря, %                       | 69                           | 74                           | 76                           | 79                           | 81                           | 82                           | 81                           | 76                           | 73                           | 73                           | 69                           | 67                           | 75                           |
| ------------------------------------------ | ---------------------------- | ---------------------------- | ---------------------------- | ---------------------------- | ---------------------------- | ---------------------------- | ---------------------------- | ---------------------------- | ---------------------------- | ---------------------------- | ---------------------------- | ---------------------------- | ---------------------------- |

## Населення
Згідно з даними перепису 2010 року населення Сан-педро складає 47 452 особи.

## Відомі уродженці
- Карлос Аная (1777—1862) — тимчасовий президент Уругваю
- Алісія Пенальба (1913—1982) — аргентинська скульпторка
- Оноріо Пуейрредон (1876—1945) - міністр закордонних справ Аргентини у 1917—1922 роках